# Kristina Rosenquist
Kristina Rosenquist, född 9 januari 1968, är en svensk före detta friidrottare (mångkamp). Hon tävlade för Heleneholms IF. Hon vann SM-guld i sjukamp år 1992.